# Маркантоніо Тревізан
Маркантоніо Тревізан (італ. Marcantonio Trevisan) — 80-й венеційський дож.

## Біографія
Належав до роду «нових патриціїв» (case nuove) з Тревізо, що відомий з 1157 року. Його дідом був Альвізе Тревізан, патріарх Аквілеї. Старший син Доменіко Тревізана з гілки Понте-дель-Анджело і Суордамори Марчелло. Він був відомий по всій Венеції своєю нетерпимістю та релігійним фанатизмом, які настільки його надихали, що він ніколи не одружувався, ймовірно щоб не грішити.
1512 року супроводжував батька, якого було призначено послом до мамлюцького султана Кансуха аль-Гурі. Тут пробув декілька місяців, водночас напрацював торгівельні зв'язки, які дозволили Маркантоніо невдовзі по поверненню до Венеції організувати муду (караван торгівельних суден) до Александрії, який став возити перець. За домовленністю з султаном Тревізан отримав право здійснювати 3 муди на рік за виплату 5 тис. дукатів.
У серпні 1524 року його було обрано радником на Кіпрі, де він заборонив та вилучив місцеві «марчелло» та «моченіго», оскільки вони містили менше дорогоцінного металу, ніж було необхідно. У грудні 1527 року він повернувся до Венеції з великим вантажем спецій та пшениці. У лютому 1528 року його було обрано прокуратором, а 1529 року увійшов до декількох дорадчих установ.
1530 року призначається луоготененте (губернатором) Кіпру. Приділяв увагу укріпленню Нікосії. У 1533 році йому довелося зіткнутися з низькими врожаями, знищеними посухою та сараною, що значно підвищило ціну на пшеницю та ячмінь, основні місцеві сільськогосподарські продукти. Водночас спалахнула епідемія чуми, що перейшла з Сирії, яка особливо вразила Фамагусту. Тревізану вдалося запобігти поширенню епідемії по всьому острову, але в місті та його безпосередніх околицях за кілька місяців померло понад 800 мешканців (включаючи кількох венеціанських чиновників), а тисячі заразилися. Щоб задовольнити потреби Венеції в пшениці та грошах, він був змушений продати бавовну та цукор, що були на острові.
4 червня 1553 року його було обрано дожем. Під час свого короткого правління він намагався обмежити святкування та легковажність на користь новознайденої духовності та глибшого єднання зі священними вказівками, але, як можна уявити, люди не дуже його слухали, і невдовзі він залишився в ізоляції.
Важко захворівши, він помер 31 травня 1554 року, можливо, навіть не надто оплакуваний містом, яке перебувало на піку своєї пишноти, а мешканці якого хотіли насолоджуватися життям, назавжди залишивши позаду Середньовіччя з його релігійними формами, які на той час стали надмірними в контексті епохи Відродження, набагато вільнішими та орієнтованими на пошук більш земних цінностей.